# Fine Art prints
Fine art prints zijn hoogwaardige reproducties van kunstwerken of foto’s, gemaakt met technieken en materialen die gericht zijn op maximale kleurechtheid, detailweergave en duurzaamheid. Ze worden veel gebruikt door kunstenaars, fotografen en verzamelaars die waarde hechten aan museumkwaliteit.

## Oorsprong en definitie
De term fine art print verwijst naar een kunstafdruk of foto-afdruk die zo dicht mogelijk bij het originele kunstwerk of de oorspronkelijke digitale foto blijft, met behoud van de kwaliteit gedurende vele tientallen jaren.
Een veelgebruikte methode voor fine art prints is giclée-printing. Hierbij worden pigment-inkten met een hoge kleurechtheid en UV-bestendigheid gebruikt, in combinatie met speciaal fine art papier dat zuurvrij en ligninevrij is. Dit papier heeft vaak een gewicht van 200–400 gram/m² en een textuur die kan variëren van glad tot sterk gestructureerd.

## Technieken en materialen
De belangrijkste kenmerken van fine art prints zijn:
- Pigment-inkten: zorgen voor een brede kleurruimte en hoge lichtbestendigheid.
- Archival media: zuurvrije, museumwaardige papiersoorten.
- Giclée-techniek: inkjetprinters met een hoge resolutie (vaak 8-12 kleuren) die fijne details en subtiele kleurovergangen mogelijk maken.
- Andere technieken, zoals zeefdruk of lithografie, worden ook gebruikt voor fine art prints, maar de term wordt tegenwoordig meestal geassocieerd met digitale pigmentdruk.

## Toepassingen
Fine art prints worden vaak ingezet voor:
- Exposities in galerieën en musea
- Kunstverkoop in gelimiteerde oplages
- Portfolio’s voor fotografen en kunstenaars
- Interieurdecoratie op hoog niveau

Kunstenaars en fotografen kiezen fine art prints omdat ze hun werk kunnen presenteren zoals zij het bedoeld hebben, met maximale controle over kleur en detail.

## Certificering en oplage
Bij fine art prints in gelimiteerde oplage wordt vaak een certificaat van echtheid meegeleverd, waarin het oplagenummer, de gebruikte materialen en soms ook de handtekening van de kunstenaar staan. Dit verhoogt de waarde voor verzamelaars.